# Marie-Joseph Cassant
Pierre-Joseph Cassant, O.C.S.O., řeholním jménem Marie-Joseph (6. března 1878, Casseneuil – 17. června 1903, Sainte-Marie du Désert) byl francouzský římskokatolický kněz a trapistický řeholník. Katolická církev jej uctívá jako blahoslaveného.

## Život
Narodil se dne 6. března 1878 v obci Casseneuil na území agenské diecéze jako druhé dítě rodičů, kteří s věnovali pěstitelství. Studoval na škole Kongregace školských bratří.
Ve čtrnácti letech si uvědomil své kněžské povolání, ale potíže s učením mu zabránily vstoupit do semináře. Rozhodl se poté vstoupit do trapistického řádu a dne 5. prosince 1894 vstoupil do trapistického kláštera v Sainte-Marie du Désert. Během noviciátu přijal řeholní jméno Marie-Joseph. V klášteře se věnoval studiu francouzštiny a latiny a trávil čas rozjímáním. V této době složil své osobní motto „vše pro Ježíše, vše skrze Marii “. Své poslední řeholní sliby složil na svátek Nanebevstoupení Páně dne 24. května 1900. Poté se věnoval přípravě na kněžství. Přibližně v této době, ve věku 21 let, byl povolán k povinné vojenské službě, avšak v březnu roku 1900 byl ze zdravotních důvodů ze služby propuštěn.

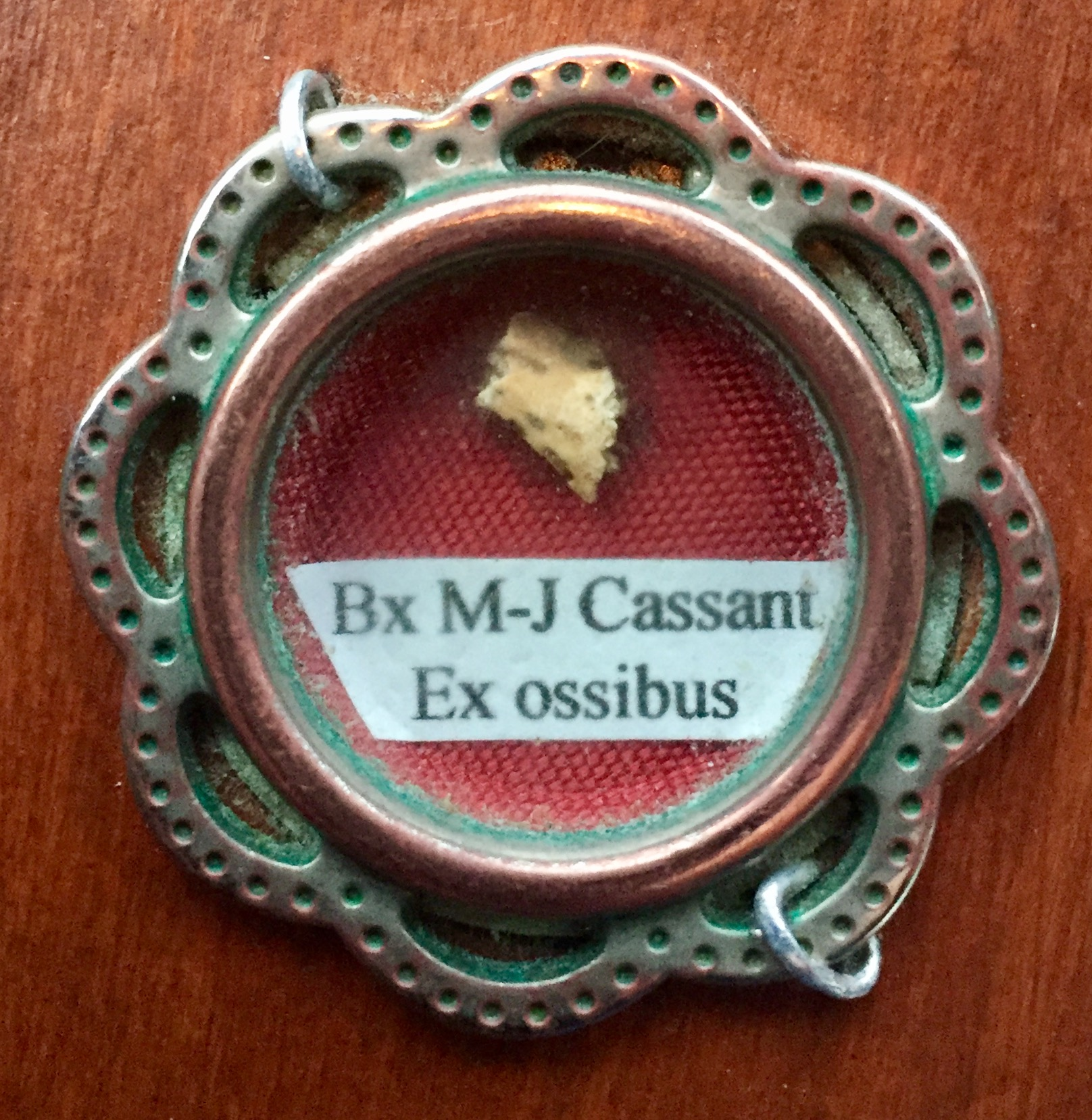
Jeho relikvie

Zahájil svá teologická studia i přesto, že trpěl potížemi s učením. Řeholník který byl pověřen aby ho učil jej kvůli těmto problémům ponižoval. I přes tyto potíže si zachoval klid a vytrvalost a dne 12. října 1902 byl po dokončení studií vysvěcen na kněze. Hned 13. října mu bylo poskytnuto sedm týdnů odpočinku mimo klášter kvůli progresi tuberkulózy, kterou trpěl. Navzdory době odpočinku byly jeho plíce trvale poškozeny, což mu ztěžovalo dýchání a jeho zdravotní stav se po návratu do kláštera dne 2. prosince 1902 nadále zhoršoval.
Dne 31. května 1903 sloužil svoji poslední mši svatou a následujícího 1. června byl zaopatřen svátostmi. Zemřel na tuberkulózu za úsvitu 17. června 1903 poté, co přijal svaté přijímání během soukromé mše svaté, která za něj byla sloužena. Pohřben je v trapistickém klášteře v Sainte-Marie du Désert

## Úcta
Jeho beatifikační proces započal dne 19. února 1956, čímž obdržel titul služebník Boží. Dne 9. června 1984 jej papež sv. Jan Pavel II. podepsáním dekretu o jeho hrdinských ctnostech prohlásil za ctihodného.
Blahořečen byl dne 3. října 2004 na Svatopetrském náměstí papežem sv. Janem Pavlem II.
Jeho památka je připomínána 17. června. Bývá zobrazován v řeholním oděvu.